# Mainzer Stiftsfehde
Die Mainzer Erzstiftsfehde, auch bekannt als Badisch-Pfälzischer Krieg, von 1461/1462 war ein kriegerischer Konflikt um den Stuhl des Mainzer Erzbischofs.

## Anlass
1459 wurde der Domkustos Diether von Isenburg mit knapper Mehrheit gegen Adolf von Nassau zum neuen Erzbischof von Mainz gewählt. Diether musste sogleich das so genannte antipfälzische Bündnis beurkunden, zu dem es schon 1458 aufgrund eines Streits mit dem Pfalzgrafen Friedrich I. gekommen war. Diether schmiedete ein Bündnis und zog gegen den Pfalzgrafen zu Felde, verlor aber die Entscheidungsschlacht von Pfeddersheim im Juli 1460.
Da Diether nur mühsam und gegen hohe Servitiengelder (20.000 fl) seine päpstliche Bestätigung erreichen konnte, opponierte er gegen die politischen, rechtlichen und finanziellen Forderungen von Kaiser und Papst. Papst Pius II. betrieb daraufhin seine Ersetzung durch den bei der Wahl 1459 unterlegenen Adolf von Nassau. Er bannte Diether am 21. August 1461 und erklärte ihn für abgesetzt und begründete dies mit Diethers oppositioneller Haltung gegenüber der Kirche und Kaiser Friedrich III., Diethers Reformbestrebungen und seinen Forderungen nach Abschaffung der päpstlichen Annaten. Adolf von Nassau wurde vom Papst zum neuen Mainzer Erzbischof ernannt und am 1. Oktober 1461 inthronisiert. Die Stadt Mainz unterstützte jedoch weiterhin Diether, der sich weigerte, den Erzstuhl zu räumen.

## Verlauf
Adolf verbündete sich mit dem Trierer Erzbischof Johann II. von Baden, dem Bischof Georg von Metz, dem Speyerer Bischof Johannes II. Nix von Hoheneck und dem Grafen Ulrich V. von Württemberg. Markgraf Karl I. von Baden versuchte zunächst, zwischen den zerstrittenen Lagern zu vermitteln, ergriff dann aber doch Adolfs Partei an der Seite seines Bruders, des Bischofs Georg von Metz, womit es zum Badisch-Pfälzischen Krieg kam, dem Versuch, das Bistum mit Gewalt zu nehmen.
Auf Seiten Diethers standen der Stadtrat von Mainz, sein Bruder Ludwig sowie Kurfürst Friedrich von der Pfalz, ursprünglich ein Feind Diethers. Für seine Hilfe erhielt Friedrich die Städte Lorsch, Heppenheim und Bensheim.
Zuerst verwüsteten die Badener die pfälzischen Besitzungen links des Rheins, dann zogen sie an der Seite der Speyrer und Württemberger auf die rechte Rheinseite und wüteten auch dort in den pfälzischen Besitztümern. Im Sommer 1462 schenkte man auf Seiten der Allianz um Adolf von Nassau Gerüchten Glauben, wonach sich Pfalzgraf Friedrich mit seinen Truppen in Baiern aufhielte, um dort dem Herzog Ludwig in einer Fehde gegen den Markgrafen von Ansbach Albrecht Achilles beizustehen. In der Annahme, die Pfalz stünde offen, marschierten die Badener und Württemberger von Bretten her mit 8000 Mann in die Pfalz ein. Sie zogen sengend und plündernd von Speyer her über den Rhein und bis nach Seckenheim. Da sich Friedrich I. jedoch nicht in Bayern aufhielt, wurden Adolfs Truppen im Wald bei Seckenheim von Friedrich I. und den Grafen von Leiningen und Katzenelnbogen überrascht und vernichtend geschlagen, da die berittene Vorhut der Allianz sich sicher fühlte und sich weit vom Fußvolk entfernt hatte. Markgraf Karl I. und sein Bruder, Bischof Georg von Metz, wurden verwundet und gefangen genommen. Mit der Gefangennahme des Grafen Ulrich V. von Württemberg bald darauf durch Hans von Gemmingen endete diese Phase des Kriegs. Der Sieg in der Schlacht bei Seckenheim brachte Friedrich den Beinamen „der Siegreiche“ ein. Der Name der später an gleicher Stelle errichteten Siedlung Friedrichsfeld, heute Stadtteil von Mannheim, erinnert an jene Ereignisse.
Friedrich I. ließ die Gefangenen auf sein Heidelberger Schloss bringen und dort in Ketten legen, bis die von ihm geforderten Lösegelder bezahlt waren. Markgraf Karl musste 25.000 Gulden zahlen, Sponheim als Pfand abgeben und Pforzheim zum pfälzischen Lehen erklären. Den Metzer Bischof kostete seine Freilassung 45.000 Gulden. Für Friedrich bedeutete der Sieg vor allem aber die nachhaltige Sicherung seiner Position als Kurfürst.
Die Stiftsfehde war damit jedoch noch nicht beendet.  Weitere Kämpfe kosteten viele Opfer und sorgten aller Orten für Verwüstungen, und die Stadt Mainz selbst erlitt schweren Schaden. In der Nacht zum 28. Oktober 1462 gelang es Adolf von Nassau, durch Verrat Mainzer Bürger, mit 500 Mann durch das Gautor in die Stadt einzudringen und nach 12-stündigen Straßenkämpfen in Besitz zu nehmen. 400 Menschen verloren ihr Leben, und Adolfs Leute plünderten und brandschatzten die Stadt, unter anderem das Dominikanerkloster. Zur „Strafe“ für ihre Unterstützung Diethers entzog Adolf der Stadt ihre Freiheitsprivilegien und damit ihren Status als Freie Stadt; die Stadt kam unter die Herrschaft eines vom Erzbischof einzusetzenden Vizedoms. Am nächsten Tag wurden die Bürger auf dem Dietmarkt zusammengerufen. Alle 800 Bürger, die erschienen, wurden aus der Stadt vertrieben; etwa 400 von ihnen wurden etwas später wieder eingelassen und durften in Mainz bleiben.

## Ende
Die Stiftsfehde selbst konnte jedoch erst nach etlichen Vermittlungsversuchen im Oktober 1463 beigelegt werden. Diether von Isenburg verzichtete und erkannte Adolf im Vertrag von Zeilsheim als seinen Nachfolger an. Er selbst wurde mit einer erheblichen Geldsumme und einem kleinen, aus mainzischem Besitz geschaffenen Fürstentum abgefunden, das aus den Städten Höchst, Steinheim und Dieburg bestand.
Die Bündnisse der beiden Kontrahenten um den Erzstuhl waren jedoch mit Verschreibungen auf eigenen und erzstiftischen Besitz teuer erkauft worden. Eine Anzahl von Burgen und Städte gingen in pfälzischen, hessischen und kurzzeitig auch sächsischen Besitz über. Die Schuldenregulierung blieb im Erzstift für die nächsten Jahre ein beherrschendes Thema.
Nach dem Tode Adolfs im Jahre 1475 wurde Diether von Isenburg durch das Mainzer Domkapitel erneut zum Erzbischof von Mainz gewählt und von Papst Sixtus IV. bestätigt. Diether regierte ohne weitere Konflikte bis zu seinem Tod 1482.

## Buchdruck als Agitationsmittel
Während dieses Konflikts wurde die Buchdruckkunst erstmals für innenpolitische Zwecke benutzt, denn Diether und Adolf ließen bei der Offizin von Johannes Fust und Peter Schöffer Plakate und Flugblätter drucken. Interessant sind auch die verwandtschaftlichen Verhältnisse zwischen den Hauptkontrahenten: Die Nichte Adolfs II., Maria von Nassau-Wiesbaden, war die Ehefrau von Diethers Bruder, Graf Ludwig II. von Isenburg-Büdingen.